# Hansfried Münchberg

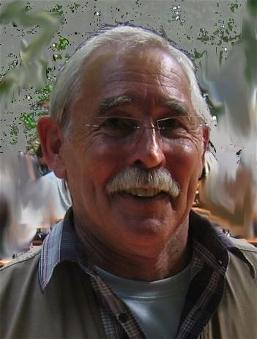
Hansfried Münchberg

Hansfried Münchberg (* 1946 in Bad Vilbel) ist ein deutscher Maler und Grafiker.

## Leben
Münchberg wuchs im Stadtteil Gronau von Bad Vilbel und Moers auf. Nach seiner Lehre als Chemielaborant bei den Chemischen Werken Rheinpreußen, in Moers, absolvierte er von 1974 bis 1980 ein Studium der Malerei an der Akademie der Bildenden Künste München. Er war Meisterschüler von Jürgen Reipka, nach Abschluss des Studiums war er freischaffender Künstler in München. Seit 1993 lebt Münchberg wieder in Moers.
Die Themen seiner Bilder sind Farbe, Form und Licht. Aus den drei Grundfarben Rot, Blau und Gelb entwickelt er kontinuierliche Farbfolgen, die in feinen Linien nebeneinandergesetzt Bewegung und imaginäre Räume ins Bild bringen. Die meisten Bilder entstammen der Tradition der konstruktiven Malerei und gehen über in die Op-Art. Farbphänomene werden als Möglichkeit genutzt, das Auge durch perspektivische Konstruktion und farbliche Tricks zu täuschen. Handwerklich perfekt, reduzierte Gestalten und Gestaltung auf Farbenspiel und Täuschungssprung. Aus Farbflächen, die an Räumlichkeit nur Täuschung zulassen, schieben sich Konturen hervor, geometrische Formen, die von hinten scheinbar gegen die Streifenwelt drücken.

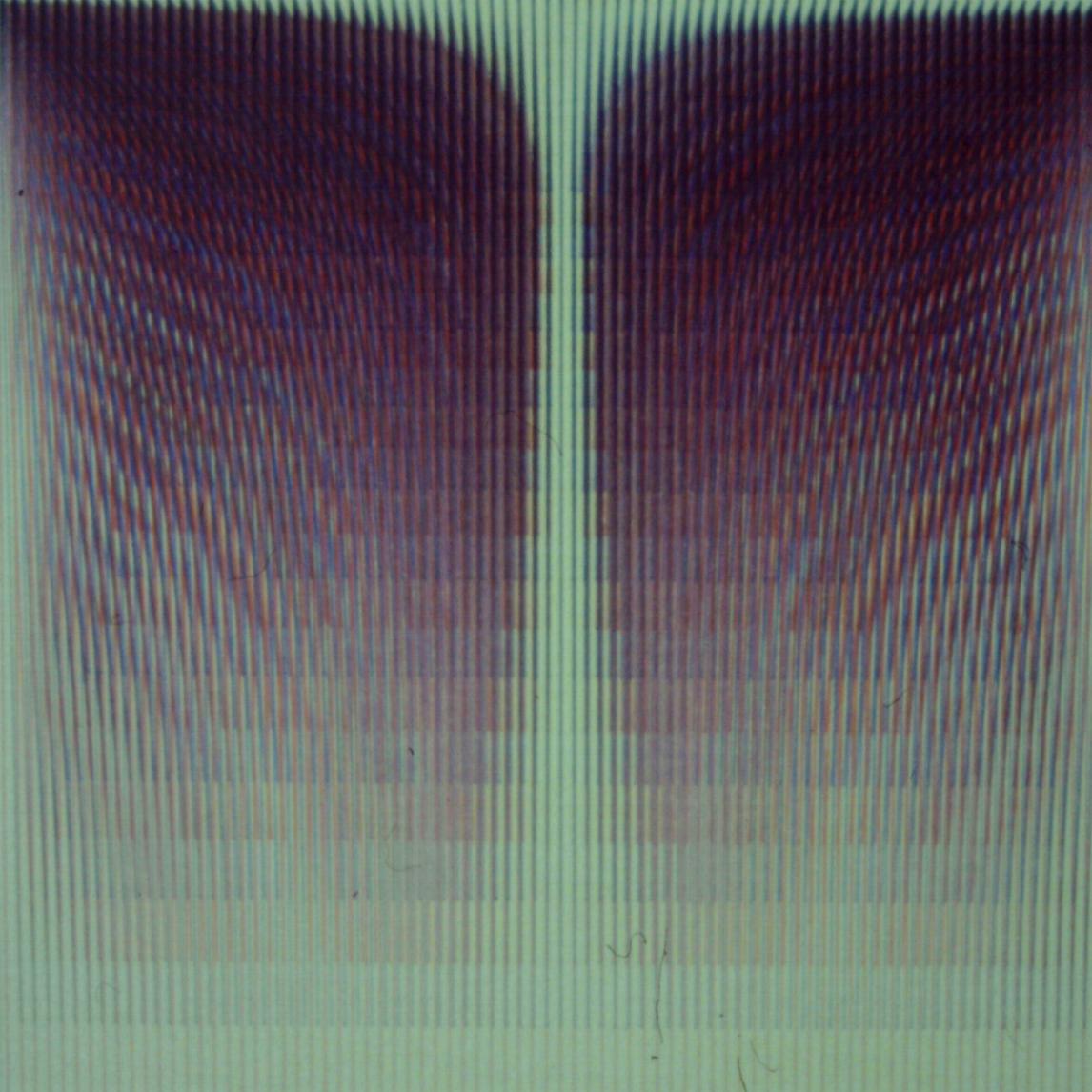
Interferenzbild

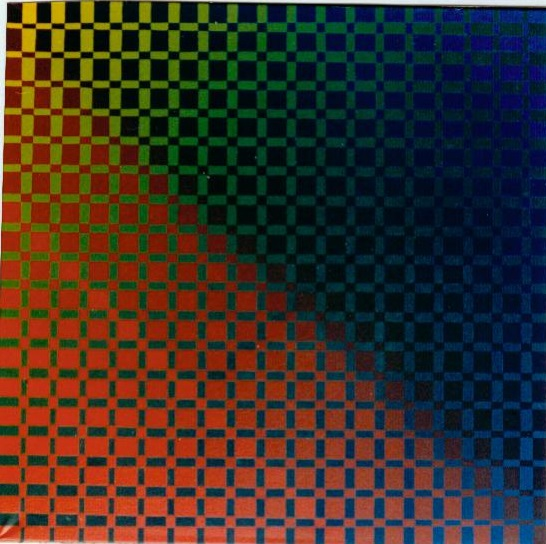
Durchdringung

Als Künstler gestaltete er unter anderem die Stationen Stiglmaierplatz, Maillingerstraße und Rotkreuzplatz der U-Bahn München und war beteiligt an Entwurf und Gestaltung des Regine-Hildebrandt-Haus der Arbeiterwohlfahrt in Moers. Seine Ausstellungen fanden neben München und Moers auch in Hall, Memmingen, Garching, Meißen und Landshut statt.

### Aufträge im öffentlichen Raum
- Gestaltung der U-Bahn-Stationen

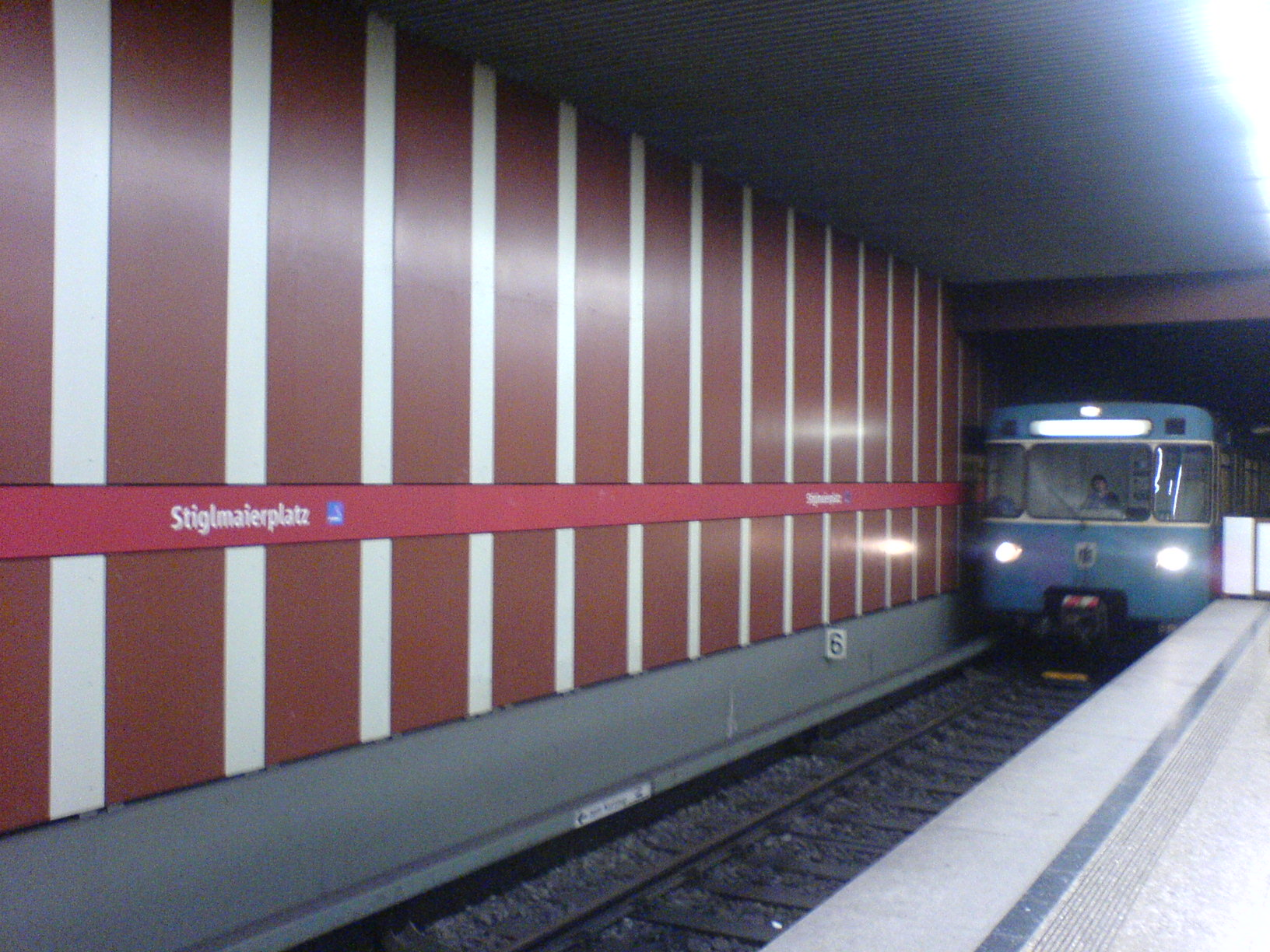
U-Bahn-Station Stiglmaierplatz

  - Rotkreuzplatz – Linie U1 – München[2]
  - Stiglmaierplatz – Linie U1 – München[3]
  - Maillingerstraße – Linie U1 – München[4]
- Gestaltung der Laimer Fußgänger-Unterführung in München[5]
- Gestaltung „Tor zur Freiheit“ beim Theaterfestival, München, Olympiagelände[6]

### Einzelausstellungen
- Galerie im Fuchsbau, München[7]
- Galerie am Gärtnerplatz, München
- Galerie 45, München
- Galerie Neuhausen, München
- Galerie Liedmair, Hall in Tirol
- Galerie Mühleisen, Memmingen
- Galerie im Bürgerhaus, Garching[8]
- Galerie Rechteck, Moers[9][10]
- Galerie im Stadttheater, Meißen[11]
- Galerie des Kunstvereins Landshut[12]

### Ausstellungsbeteiligungen
- Galerie der Künstler, Berufsverband Bildender Künstler, BBK, München[13][14]
- Moers Kunst, städt. Galerie im Peschkenhaus, Moers (mehrfach)
- Kunstsalon im „Haus der Kunst“, München (mehrfach)[15][16]
- Große Kunstausstellung im „Haus der Kunst“, München (mehrfach)[17]
- Münchner Künstler im Rathaus, München[18]
- 27. Große schwäbische Kunstausstellung, Augsburg 1975[19]
- Jahres-Ausstellung der Akademie der bildenden Künste, München (mehrfach)[20]

## Auszeichnungen und Stipendien
- Preis der Akademie München
- Förderpreis der Landeshauptstadt München[21][22]
- Stipendium der Gabriele-Münter-Stiftung
- Stipendium der Fanny-Carlita-Stiftung
- Stipendium der Danner-Stiftung